# In Your Face
In Your Face är ett studioalbum av Kingdom Come. Det släpptes 1989 och var bandets andra album.

## Låtlista
1. "Do You Like It" (James Kottak, Danny Stag, Rick Steier, Lenny Wolf) – 3:40
2. "Who Do You Love" (Johnny B. Frank, Wolf, Marty Wolff) – 4:14
3. "The Wind" (Frank, Stag, Wolf, Wolff) – 5:01
4. "Gotta Go (Can't Wage a War)" (Kottak, Wolf) – 4:25
5. "Highway 6" (Frank, Kottak, Stag, Steier, Wolf, Wolff) – 5:51
6. "Perfect 'O'" (Frank, Steier, Wolf) – 3:46
7. "Just Like a Wild Rose" (Wolf, Wolff) – 4:32
8. "Overrated" (Frank, Steier, Wolf) – 4:03
9. "Mean Dirty Joe" (Wolf, Wolff) – 4:09
10. "Stargazer" (Frank, Stag, Steier, Wolf) – 5:14